# Perea (Eubea)
Perea (en griego antiguo, Περαία) es el nombre de una antigua ciudad griega de Eubea. 
Está atestiguado por testimonios epigráficos que Perea era una demo de Eretria en el siglo III a. C. Se ha deducido, por tanto, que en probablemente en los siglos V y IV a. C. era una polis autónoma y al igual que en los casos de Grinque y Estira, sus habitantes se integraron luego en las seis tribus de Eretria preexistentes.
Sin embargo, a diferencia de Grinque y Estira, no aparece en los registros de tributos de Atenas, por lo cual algunos creen que Perea quizá podría identificarse con la ciudad de Diacria en Eubea que sí aparece en algunos de estos registros. En todo caso, se desconoce su localización exacta.